# Šárka Frančíková
Šárka Frančíková (* 12. März 1992 in Zlín, geborene Šárka Marčíková) ist eine ehemalige tschechische Handballspielerin, die dem Kader der tschechischen Nationalmannschaft angehörte.

## Karriere
Šárka Frančíková spielte bis zum Jahre 2011 in ihrem Geburtsort beim HC Zlín. Anschließend spielte die Rückraumspielerin für DHC Sokol Poruba. Nachdem Frančíková in der Saison 2017/18 für den polnischen Erstligisten SPR Pogoń Szczecin aufgelaufen war, schloss sie sich dem deutschen Bundesligisten TV Nellingen an. Im Sommer 2019 wechselte sie zum deutschen Zweitligisten SG H2Ku Herrenberg. Ab dem Sommer 2020 lief sie für den Bundesligisten Frisch Auf Göppingen auf. Mit Göppingen trat sie 2021 den Gang in die Zweitklassigkeit an. In der Saison 2021/22 spielte sie ebenfalls auf der Position Linksaußen. Im Sommer 2022 beendete sie ihre Karriere.
Frančíková lief für die tschechische Jugend- und Juniorinnennationalmannschaft auf. Mit diesen Auswahlmannschaften nahm sie an der U-17-Europameisterschaft 2009 und an der U-20-Weltmeisterschaft 2012 teil. Am 13. September 2012 gab sie ihr Debüt für die tschechische Nationalmannschaft. Sie nahm an der Europameisterschaft 2016, an der Weltmeisterschaft 2017, an der Europameisterschaft 2018 sowie an der Europameisterschaft 2020 teil.